# О’Рем, Николай Фердинандович
Николай Фердинандович О’Рем (8 августа 1871, Таганрог — 1920) — полковник 6-го уланского Волынского полка, герой Первой мировой войны, участник Белого движения.

## Биография
Православный. Из дворян. Сын действительного статского советника Фердинанда Карловича О’Рема и дочери надворного советника Марии Ильиничны Алфераки.
Общее образование получил в Таганрогской гимназии, по окончании которой поступил на военную службу. В 1892 году окончил Николаевское кавалерийское училище, откуда выпущен был корнетом в 17-й драгунский Волынский полк.
Произведен в поручики 15 марта 1897 года, в штабс-ротмистры — 15 марта 1898 года, в ротмистры — 1 июля 1904 года. Участвовал в русско-японской войне. С 1 мая 1906 года был командиром 2-го эскадрона полка. 6 мая 1914 года произведен в подполковники на вакансию.
В Первую мировую войну вступил в рядах волынских улан. Пожалован Георгиевским оружием
За то, что 23 июля 1914 года, лично предводительствуя кавалерийским отрядом, произвел при особо трудных условиях местности и под сильным неприятельским огнем конную атаку на деревни Кишинен и Сольдау, доведя таковую до стремительного удара холодным оружием, частью истребив и частью опрокинув противника.
В 1915 году был контужен. 29 декабря 1915 года произведен в полковники «за отличия в делах против неприятеля», а 22 июля 1916 года переведен в резерв чинов при штабе Минского военного округа.
В Гражданскую войну участвовал в Белом движении в составе Вооруженных сил Юга России и Русской армии. В 1919 году был назначен начальником Чеченской конной дивизии, затем командиром 1-й бригады той же дивизии, а 13 мая 1920 года — командиром 1-го Туземного конного полка 3-й конной дивизии.
Убит в 1920 году в Крыму. Обстоятельства гибели Николая О’Рем были описаны Дмитрием де Виттом: «Генерал О’Рем — командир бригады, находясь в штабе дивизии и видя неминуемую гибель, успел выхватить револьвер и уложить нескольких красноармейцев, но был тут же схвачен и зарублен».

## Награды
- Орден Святого Станислава 3-й ст. (ВП 20.11.1905)
- Орден Святой Анны 3-й ст. (ВП 1.01.1910)
- Орден Святого Станислава 2-й ст. (1913)
- Георгиевское оружие (ВП 8.11.1914)
- Орден Святого Владимира 4-й ст. с мечами и бантом (ВП 18.01.1915)